# Cultivator

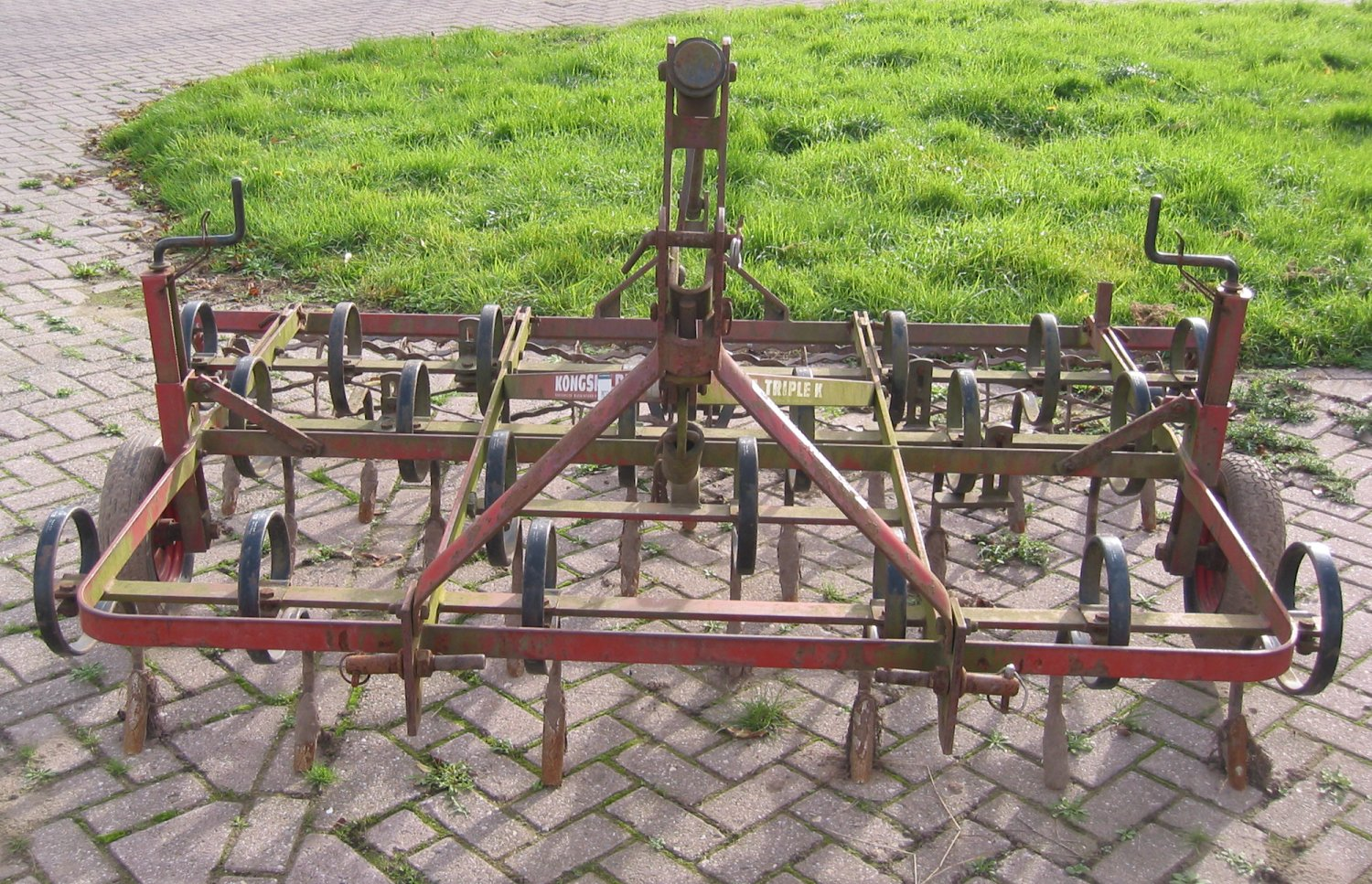
Cultivator met geveerde tanden

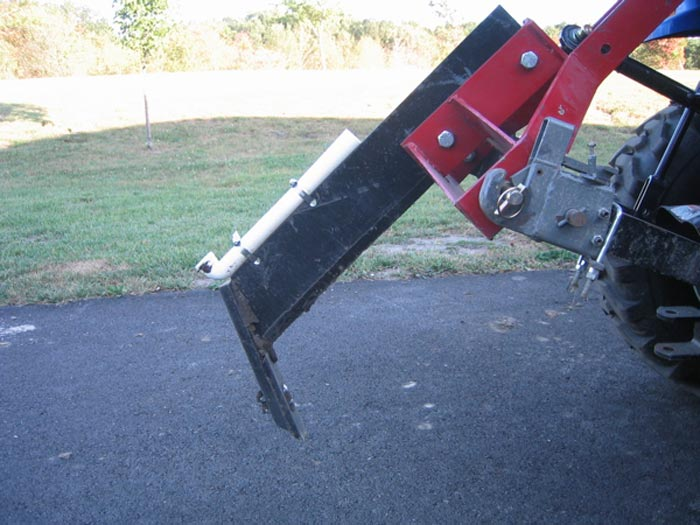
Ondergronder achter een tractor

Een cultivator is een landbouwwerktuig met kromme tanden om de grond te vermengen, los te maken, en onkruid te bestrijden. Een cultivator kan gezien worden als eg die tevens geschikt is voor het uitvoeren van de primaire grondbewerking. In de landbouw wordt het werktuig voortgetrokken door een tractor.
De cultivator die vooral gebruikt wordt om mest en stoppels (afkomstig van graan en maïs) in de bodem te werken, wordt soms ook tussen de gewasrijen gebruikt. Dat laatste geval wordt toegepast in de strokenbewerkings- of ‘strip-till’-landbouw.
Een cultivator met geveerde kromme tanden wordt een triltandcultivator genoemd, terwijl een ganzenvoetcultivator tanden heeft in de vorm van een schoppensymbool.
Een speciale vorm van vastetandcultivator is de grondbreker of ripper. Deze heeft een of meer zeer lange tanden voor het breken van de ploegzool. Dit is een verdichte laag die net onder de voor ontstaat door veelvuldig ploegen op een vaste diepte. Het breken verbetert de structuur en waterdoorlatendheid van klei of leemgrond.
Een handcultivator is tuingereedschap dat ook gebruikt wordt om de bodem om te woelen.